# I bambini sanno
I bambini sanno è un film documentario del 2015 diretto da Walter Veltroni.

## Trama
La seconda regia di Walter Veltroni parte da Il piccolo principe di Antoine de Saint-Exupéry: "I grandi non capiscono mai niente da soli e i bambini si stancano di spiegargli tutto ogni volta".
Trentanove bambini tra gli 8 e i 13 anni, italiani di oggi ma soprattutto di domani, con diverse situazioni economiche, familiari, etniche, religiose e di salute, rispondono alle domande di Walter Veltroni su amore, famiglia, Dio, omosessualità, crisi e molto altro.

## Distribuzione
"I bambini sanno" è uscito al cinema il 23 aprile 2015.

## Incassi
In Italia al Box Office "I bambini sanno" ha incassato 182.000 euro.

## Critica
Il regista-intervistatore, invisibile, ha saputo ridurre al minimo il suo ruolo e metterlo al servizio dei bambini. Sorprende, intenerisce, fa sorridere e ridere, commuove, ci ricorda come eravamo. Qualche volta ci si annoia: anche i bambini dicono ovvietà.
(Il Morandini)

## Premi e riconoscimenti
- 2016 - David di Donatello
  - Candidatura al miglior documentario a Walter Veltroni
- 2016 - Nastro d'argento
  - Candidatura al miglior documentario a Walter Veltroni[1]